# 安妮娜·烏卡蒂斯
安妮娜·烏卡蒂斯（德語：Annina Ucatis，1978年12月22日—），德國女主持人、歌手和前色情演員。烏卡蒂斯曾隆過胸，但因胸部過大，破壞了房地產公司的形象而被公司解雇。後來，她出演了成人電影。2009年起，她參演了電視真人秀《名人老大哥》的第九季。
退出成人界後，2013年3月2日，烏卡蒂斯與於2012年秋天開始交往的德國房地產大亨西奧多·塞梅爾哈克（Theodor Semmelhaack）結了婚，兩人的婚禮在拉斯維加斯的教堂舉行。

## 外部連結
- Club Annina Offizielle Webseite von Annina Ucatis
- 安妮娜·烏卡蒂斯在互联网电影资料库（IMDb）上的資料（英文）
- 安妮娜·烏卡蒂斯在網際網路成人電影資料庫